# 叶江川

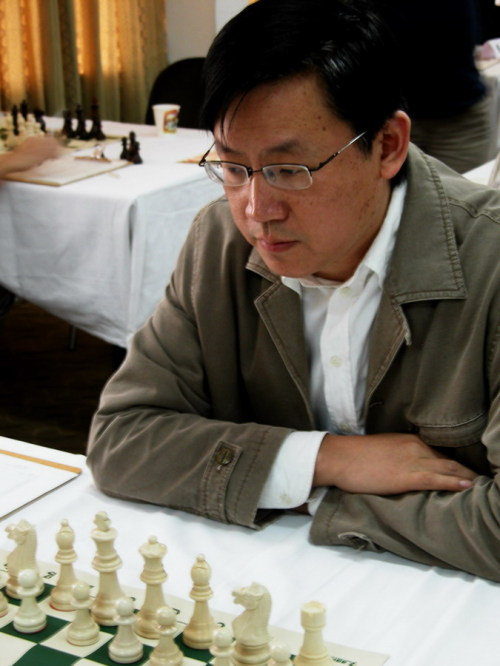
叶江川

叶江川（1960年11月20日—），前中国国际象棋棋手，现任中国国际象棋国家队总教练。出生于中国江苏省无锡市，后迁居至山西省太原市。1974年开始学习中国象棋。1977年底跟随王品璋改学国际象棋。后入选山西省国际象棋代表队。1986年底，叶江川进入国际象棋中国国家集训队。
1981年叶江川首次参加全国国际象棋个人赛，并获得冠军。此后他还获得1984年、1986年、1987年、1989年、1994年和1996年六届全国国际象棋个人赛冠军。
1993年，叶江川被世界国际象棋联合会（FIDE）批准为国际特级大师。他也是中国第一个国际象棋等级分超过2600分的棋手。2000年世界排名第17，创中国棋手的最高纪录。
叶江川曾与国际象棋的两位世界冠军卡斯帕罗夫和卡尔波夫战平，并战胜过两位世界亚军：瑞士的科尔奇诺依和英国的肖特。 
叶江川的棋艺特点是力求主动，善于扭杀，战术手段多变，算度精深。
1988年底起，他开始担任谢军的教练。为谢军多次获得世界国际象棋女子冠军做出了不可磨灭的贡献，也为中国女子的国际象棋水平的飞速发展和提高贡献了他自己的力量。
| 前任： 刘文哲 | 中国国际象棋男子冠军 1981年       | 繼任： 刘文哲 |
| 前任： 徐俊   | 中国国际象棋男子冠军 1984年       | 繼任： 徐俊   |
| 前任： 徐俊   | 中国国际象棋男子冠军 1986、1987年 | 繼任： 汪自力 |
| 前任： 汪自力 | 中国国际象棋男子冠军 1989年       | 繼任： 叶荣光 |
| 前任： 童渊铭 | 中国国际象棋男子冠军 1994年       | 繼任： 梁金荣 |
| 前任： 梁金荣 | 中国国际象棋男子冠军 1996年       | 繼任： 林卫国 |